# Стефан Янев (футболист)
Вижте пояснителната страница за други личности с името Стефан Янев.
Стефан Георгиев Янев, роден Стефан Георгиев Гарофало, е български футболист, журналист и писател.

## Кариера като футболист
Играл е за „Черно море“ (1959 – 1969). Има 228 мача и 16 гола в А група за „моряците“.
Започва футболната си кариера в Б РФГ като играч на „Локомотив“ (Варна). Преминава за няколко месеца в „Спартак“ (Варна), за който изиграва 2 мача, дебютирайки официално в А РФГ на 30 март 1958 г. в Русе срещу местния „Дунав“ (2 – 2). Вторият му мач с фланелката на „Спартак“ е във Варна на 7 юни 1958 г. срещу „Ботев“ (Пловдив) (1 – 2).
През есента на 1958 г. е изпратен да служи в София. Докато отбива военната си служба, играейки в Софийската окръжна група за „Родни криле на ВВС“ (София), „Локомотив“ се обединява с ФК „Корабостроител“ и играе сезон в Б групата под името ДФС „Черно море“. През март 1959 г. този клуб се обединява с „Ботев“ (Варна), играещ в А РФГ, като запазва името си. „Черно море“ в края на сезон 1958/59 заема последното място в таблицата и изпада в Б група.
Янев заиграва в „Черно море“ с официален дебют на 27 септември 1959 г. в домакински мач, завършил 4 – 0, от Б група срещу „Академик“ (София), отбелязвайки 2 от головете. На терена играе с номер 6 като плеймейкър и често излиза в стрелкова позиция. Участва в лятното турне в Англия през 1966 г. и отбелязва гол във вратата на „Ковънтри Сити“ в мач, завършил 1 – 1.
Приключва състезателната си кариера на 8 декември 1968 г. в мач на „Черно море“ срещу „Берое“ във Варна.

## Журналист и писател
Прекъсва с футбола на 29-годишна възраст, за да се отдаде на спортната журналистика. През 1972 г. е сред създателите на ТВЦ (Телевизионен център) Варна. Пише статии и рецензии във вестниците „Народно дело“, „Народен спорт“ и „Старт“. Кореспондент и коментатор е на БНТ на световните първенства в Испания'82, Мексико'86, Италия'90 и САЩ'94. Като радиорепортер отразява Франция'98 и европейското първенство в Англия през 1996 г.
Стефан Янев е автор и съавтор на 17 книги на футболна и спортна тематика. Печелил е първа награда от национални конкурси за спортен разказ, носител е на орден „Кирил и Методий“ II степен и е удостоен със „Златното перо“ и почетен знак на Съюза на българските журналисти. През 2008 г., книгата „Футболна Варна“, в съавторство с Димчо Димитров и Иван Карабаджаков, получава първа награда в националния конкурс за спортна публицистика, организиран от Съюза на българските писатели и Съюза на българските журналисти. Изданието представлява алманах за футбола в морската столица. През 2009 г. по случай своя 70-годишен юбилей издава 11-ата си книга „Футболни и други историйки“. През февруари 2016 г. Янев и съавторите му издадават книга албум, посветена на 100-годишнината на ФК „Владислав“, 90-годишнината от първата титла на България и най-успешната следвоенна година на клуба, донесла 2 купи на ФК „Черно море“.